# Sabino Brunello
Sabino Brunello (ur. 27 czerwca 1989 w Brescii) – włoski szachista, arcymistrz od 2010 roku.

## Kariera szachowa
W szachy gra od 8. roku życia. Pierwszy szachowy sukces odniósł w 2002 r. w Bratto, zdobywając tytuł mistrza kraju juniorów w kategorii do 18 lat. Pomiędzy 2002 a 2009 r. wielokrotnie reprezentował narodowe barwy na mistrzostwach świata juniorów różnych kategoriach wiekowych. W 2005 i 2007 r. dwukrotnie dzielił I-III miejsca w mistrzostwach Włoch do 20 lat. W 2007 r. zdobył w Martina Franca tytuł indywidualnego wicemistrza Włoch.
Normy na tytuł arcymistrza wypełnił w latach 2007 (w Arvier, mistrzostwa Unii Europejskiej), 2009 (w Cannes) i 2010 (w Bratto). Do innych jego sukcesów w turniejach międzynarodowych należą m.in.:
- I m. w Chiaravalle (2004),
- dz. I m. w Civitanova Marche (2006, wspólnie z Vladimirem Bukalem juniorem),
- dz. II m. w Porto Mannu (2008, za Jonathanem Rowsonem, wspólnie z m.in. Julio Grandą Zunigą i Jacobem Aagaardem),
- I m. Weronie (2009),
- II m. w Arvier (2010, mistrzostwa Unii Europejskiej)[3],
- dz. II m. w Skanderborgu (2010, za Kamilem Mitoniem, wspólnie z Henrikiem Danielsenem),
- I m. w Wijk aan Zee (2013, turniej Tata Steel–C),
- dz. I m. w Durbanie (2014, wspólnie z Sahajem Groverem)[4].

Wielokrotnie reprezentował Włochy w turniejach drużynowych, m.in.:
- pięciokrotnie na olimpiadach szachowych (w latach 2006, 2008, 2010, 2012, 2014)[5],
- trzykrotnie na drużynowych mistrzostwach Europy (w latach 2007, 2011, 2013)[6],
- siedmiokrotnie na turniejach o Puchar Mitropa (Mitropa Cup) (w latach 2005, 2007, 2009, 2010, 2011, 2012, 2013); wielokrotny medalista, w tym wspólnie z drużyną – złoty (2010) i trzykrotnie srebrny (2007, 2009, 2011)[7].

Najwyższy ranking w dotychczasowej karierze osiągnął 1 września 2013 r., z wynikiem 2617 punktów zajmował wówczas 2. miejsce (za Fabiano Caruaną) wśród włoskich szachistów.
Jest autorem książki Attacking the Spanish, traktującej o partii hiszpańskiej, którą wydał w 2009 roku (ISBN 978-1906552176).

## Życie prywatne
Siostry Sabino Brunello są również znanymi szachistkami, Roberta (ur. 1991) zdobyła tytuł mistrzyni Włoch w 2006, natomiast Marina (ur. 1994) – w 2008 roku.